# Platynectes dissimilis
Platynectes dissimilis är en skalbaggsart som först beskrevs av Sharp 1873.  Platynectes dissimilis ingår i släktet Platynectes och familjen dykare. Inga underarter finns listade i Catalogue of Life.